# Ipomoea neurocephala
Ipomoea neurocephala es una especie fanerógama de la familia Convolvulaceae.

## Clasificación y descripción de la especie
Planta herbácea, trepadora, voluble, anual; tallo hirsuto, los pelos de 2 a 3 mm de largo, blanco-amarillentos; hoja ovada a ovada-orbicular, ocasionalmente trilobada, de 7 a 14 cm de largo, de 6 a 13.5 cm de ancho, ápice acuminado, base cordada; inflorescencias multifloras, pilosas; sépalos desiguales, de 1.3 a 1.9 cm de largo, los exteriores ovado-lanceolados, los interiores angostamente lanceolados y más pequeños, pilosos; corola con forma de embudo (infundibuliforme), de 4.5 a 6 cm de largo, blanca con buena parte del tubo verdoso o verdoso-amarillento; el fruto no se conoce.

## Distribución de la especie
Esta especie tiene una distribución amplia en el sur de México, en los estados de Jalisco, Colima, Michoacán, México, Guerrero, Oaxaca, hasta Sudamérica, en Bolivia y Brasil.

## Ambiente terrestre
Especie más o menos común en zonas húmedas de la Sierra Madre del Sur, principalmente en bosques de encino y zonas de transición entre este y el bosque tropical caducifolio y subcaducifolio. Se encuentra entre 900 y 1600 m de altitud. Florece de agosto a enero.

## Estado de conservación
No se encuentra bajo ningún estatus de protección.